# Aérodrome d'Ouraï
L'aéroport d'Ouraï (IATA : URJ, OACI : USHU) est un aéroport du district autonome de Khantys-Mansis en Russie, situé à 4 km au sud-est d'Ouraï.